# Veľký Inovec (přírodní památka)
Veľký Inovec je přírodní památka v katastrálním území obce Tekovské Nemce v okrese Zlaté Moravce v Nitranském kraji na Slovensku. Území bylo vyhlášeno v roce 1992 a jeho rozloha je 8,4 hektaru. Předmětem ochrany je reliktní forma andezitového proudu vrcholového typu jako dokladu geologického a geomorfologického vývoje reliéfu vulkanických struktur Pohronského Inovce se zachovalými rostlinnými a živočišnými společenstvy podhorského až horského stupně na vulkanickém podloží.